# Albert Mokéiev
Albert Mokéiev   (Vladímir, 4 de gener de 1936 - Moscou, 27 de febrer de 1969) fou un pentatleta rus que va competir sota bandera de la Unió Soviètica durant la dècada de 1960.
El 1964 va prendre part en els Jocs Olímpics d'Estiu de Tòquio, on disputà dues proves del programa de pentatló modern. Junt a Igor Novikov i Víktor Minéiev guanyà la medalla d'or en la competició per equips, mentre en la competició individual guanyà la medalla de bronze.
En el seu palmarès també destaquen dues medalles de plata al Campionat del món de pentatló modern. El 1965 guanyà el seu únic campionat soviètic individual.